# Reyna Hamui
Reyna Hamui (Ciudad de México; 28 de diciembre de 1993) es una patinadora artística sobre hielo mexicana. Ganadora del Campeonato Nacional de Patinaje de México en 2012 y medallista de plata del Abierto de Sarajevo de 2013.

## Carrera
A los 10 años de edad, Hamui viajó junto con su familia a Florida, Estados Unidos. Más adelante se trasladó a Delaware para continuar entrenando y en 2012 se mudó a Detroit para comenzar con sus nuevos entrenadores, el estadounidense Jason Dungjen y la japonesa Yuka Sato.
Su carrera internacional en nivel júnior comenzó con el Trofeo Triglav en la temporada 2009-2010. En su debut dentro de las pruebas de Grand Prix Júnior, tuvo participaciones en los eventos de Estados Unidos, Austria y Australia. Participó dos veces en el Campeonato del Mundo Júnior, en la temporada 2008-2008 y en 2010-2011. Quedó en el puesto 16 en el Trofeo Nebelhorn de 2013 en Alemania. En nivel sénior logró clasificar a su primer Campeonato de los Cuatro Continentes en 2010, donde quedó en el puesto 13 y posteriormente aparecer en las ediciones de las temporadas siguientes hasta el 2013. Tuvo una participación en el Campeonato del Mundo de 2012 donde quedó en el lugar 32 y ganó la medalla de plata en el Abierto de Sarajevo de patinaje artístico en 2013.

### Programas
|           | Programa corto                       | Programa libre                                      | Exhibición |
| --------- | ------------------------------------ | --------------------------------------------------- | ---------- |
| 2013-2014 | Another Cha Cha de Santa Esmeralda   | Madagascar 3 de Hans Zimmer                         |            |
| 2012-2013 | Carol Ann de Michael W. Smith        | Madagascar 3 de Hans Zimmer                         |            |
| 2011-2012 | Lord of the Dance de Ronan Hardiman  | The Prince of Egypt de Hans Zimmer                  |            |
| 2010-2011 | La máscara del Zorro de James Horner | The Prince of Egypt de Hans Zimmer                  |            |
| 2009-2010 | Por una Cabeza de Carlos Gardel      | Cinema Paradiso de Ennio Morricone                  |            |
| 2008-2009 | Curdiel de J. González               | Invierno (Las cuatro estaciones) de Antonio Vivaldi |            |

### Resultados detallados
| Internacional                            | Internacional | Internacional | Internacional | Internacional | Internacional | Internacional | Internacional |
| Evento                                   | 2007–08       | 2008–09       | 2009–10       | 2010–11       | 2011–12       | 2012–13       | 2013–14       |
| ---------------------------------------- | ------------- | ------------- | ------------- | ------------- | ------------- | ------------- | ------------- |
| Campeonato del Mundo                     |               |               |               |               | 32            |               |               |
| Campeonato de los Cuatro Continentes     |               |               |               | 28            | 25            | 13            | 19            |
| Copa de Niza                             |               |               |               |               |               | 16            |               |
| Trofeo de Gardena                        |               |               |               |               | 5             |               |               |
| Copa Merano                              |               |               |               |               | 10            |               |               |
| Trofeo Nebelhorn                         |               |               |               | 11            |               | 14            | 16            |
| Trofeo NRW                               |               |               |               |               | 24            |               |               |
| Trofeo Ondrej Nepela                     |               |               |               |               |               | 15            |               |
| Abierto de Sarajevo                      |               |               |               |               |               |               | 2             |
| Trofeo Triglav                           |               |               |               |               | 14            |               |               |
| Universiada de iniverno                  |               |               |               |               |               |               | 15            |
| Internacional nivel júnior               |               |               |               |               |               |               |               |
| Campeonato del Mundo Júnior              |               | 42            |               | 24            |               |               |               |
| Junior Grand Prix Australia              |               |               |               |               |               |               |               |
| Junior Grand Prix Austria                |               |               |               |               |               |               |               |
| Junior Grand Prix Estados Unidos         |               |               |               |               |               |               |               |
| Copa de Niza                             | 21            |               |               | 17            |               |               |               |
| Copa Merano                              |               | 14            |               |               |               |               |               |
| Trofeo Triglav                           |               |               | 17            |               |               |               |               |
| Nacional                                 |               |               |               |               |               |               |               |
| Campeonato Nacional Mexicano de patinaje |               | 1 J.          | 2 J.          |               | 1             |               |               |
| J. = Junior; JGP = Junior Grand Prix     |               |               |               |               |               |               |               |